# Бахариха (Нижньогородська область)
Бахариха (рос. Бахариха) — присілок в Воскресенському районі Нижньогородської області Російської Федерації.
Населення становить 17 осіб. Входить до складу муніципального утворення Капустихинська сільрада.

## Історія
Від 2009 року входить до складу муніципального утворення Капустихинська сільрада.

## Населення
| 1999 | 2002 | 2010 |
| ---- | ---- | ---- |
| 19   | ↗21  | ↘17  |